# Bilohorilka, Lohvîțea
Bilohorilka (în ucraineană Білогорілка) este localitatea de reședință a comunei Bilohorilka din raionul Lohvîțea, regiunea Poltava, Ucraina.

## Demografie
Componența lingvistică a localității Bilohorilka
     Ucraineană (90,52%)
     Rusă (8,32%)
     Alte limbi (0,58%)
Conform recensământului din 2001, majoritatea populației localității Bilohorilka era vorbitoare de ucraineană (90,52%), existând în minoritate și vorbitori de rusă (8,32%).